# 文峰街道 (都匀市)
文峰街道，是中华人民共和国贵州省黔南布依族苗族自治州都匀市下辖的一个街道办事处。
2014年4月14日，贵州省人民政府批复同意都匀市部分乡镇行政区划调整；2014年5月13日，黔南州人民政府批复同意设置文峰街道办事处，辖原小围寨街道的蒙家桥社区、庆云宫村，原文峰街道的云宫社区、文峰社区、西山社区、百子桥社区、新华社区、环东社区、龙潭社区，办事处驻云宫社区。

## 行政区划
文峰街道下辖以下地区：
云宫社区、文峰社区、西山社区、百子桥社区、龙潭社区、环东社区、新华社区、蒙家桥社区和庆云宫村。